# HMS Belvidera (1809)
Le HMS Belvidera est une frégate de cinquième rang de la Royal Navy. Lancée en 1809, elle servit notamment durant les guerres napoléoniennes et durant la guerre anglo-américaine de 1812. En 1846, elle est réduite au service portuaire avant d'être transformée en navire de réception en 1860. Le HMS Belvidera est finalement détruit en 1906.